# Maurice Toesca
Pour les articles homonymes, voir Toesca.
Maurice Toesca, né le 25 mai 1904 à Confolens et mort le 27 janvier 1998 à Asnières-sur-Seine, est un écrivain et journaliste français.

## Biographie
D'origine modeste, après avoir passé un concours, il obtient une bourse qui lui permet d'entrer à l'âge de 14 ans au Lycée Henri-IV. Étudiant, il devient, à 19 ans, maître d'internat dans un collège de Fontainebleau. Élève d'Alain, docteur ès lettres avec une thèse sur George Sand, Maurice Toesca fit carrière dans l'administration publique, d'abord comme professeur nomade, puis dans l'administration préfectorale de 1934 à 1946 et sous l'Occupation, tout en se consacrant, sa vie durant, à l'écriture.
Quand le Cercle des Bibliophiles lui demande en 1965 dans une interview, en quoi Alain a influencé son œuvre, il répond qu'il a été surtout l'élève de son père qui fut son professeur depuis la 6e jusqu'à la 1re de Lettres et de Philosophie avant de le faire rentrer au lycée Henri-IV. Il attribue à Alain le mérite de ressembler à son père sur deux points : il aimait la philosophie et il avait une âme de misanthrope, non par dédain de l'humanité, mais par un goût de la fraternité poussé jusqu'à l'utopie.
Producteur à l'ORTF à partir de 1959, il fut nommé membre du Haut Conseil de l'audiovisuel en 1973 et membre du Conseil supérieur des lettres en 1974.
Il préside Les Amis de George Sand jusqu'en 1981.
Ses archives sont déposées à l'IMEC.

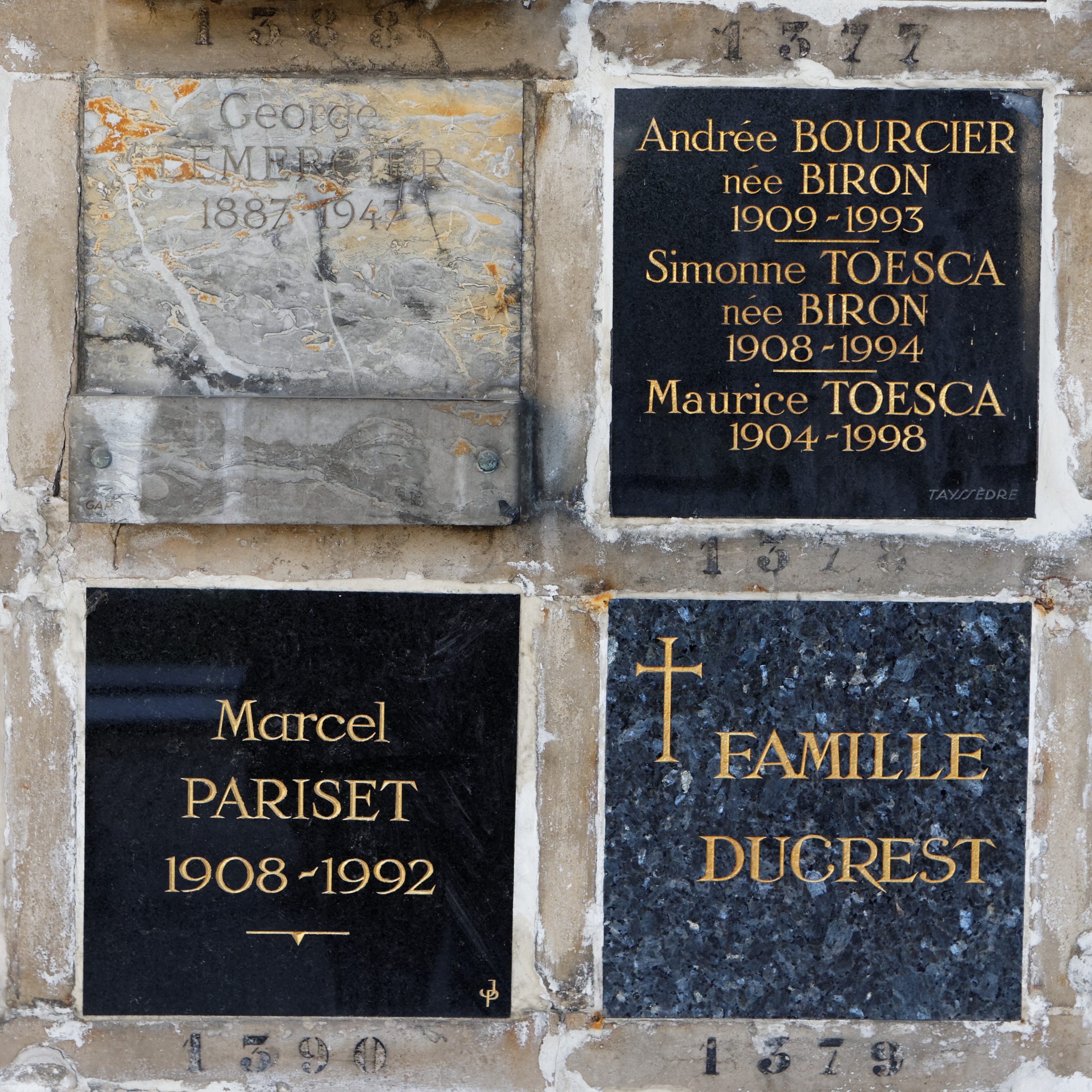
Case funéraire de Maurice Toesca au columbarium du cimetière du Père-Lachaise (division 87).

Ses cendres ont été déposées au columbarium du cimetière du Père-Lachaise (case no 1377).

## Œuvres
Il publia de nombreux romans et essais ; ses biographies, destinées au grand public, exploitaient une importante documentation. Il collabora également à de nombreux journaux et revues parmi lesquels Les Hommes sans épaules, Le Figaro, Le Parisien libéré, Les Nouvelles littéraires.
Son premier livre s'intitule Clément. Il a paru en 1942 chez Gallimard. Il l'a écrit entre 1938 (le jour de la fausse mobilisation de septembre) et le 10 mai 1940 (le jour de l'offensive allemande). C'était à dessein qu'il avait appelé son héros "Clément" car en cette période de folle violence, il voulait célébrer la clémence, la douceur. Un acte de foi contre les horreurs de la guerre. Le livre a paru en pleine occupation. Aucun critique n'en a vu le sens.

### Romans et essais
- Clément, Gallimard, 1942
- Le Singe bleu, Prix Courteline, Bader-Dufour, 1942
- Le suicide indirect, Gallimard, 1943
- L'esprit du cœur, La bonne compagnie, 1944
- Le tournesol de monsieur Picture, Gallimard, 1944
- Les intimes, Gallimard, 1946
- Le Soleil noir, Éditions du Pré aux clercs, 1946
- La course à la vie, Albin Michel, 1948
- Histoires de bêtes, Gibert Droin, 1948
- Le Scandale, Grand Prix de la Société des Gens de lettres, Albin Michel, 1950
- Le soleil noir, Albin Michel, 1951
- Simone ou le Bonheur conjugal, Club Français du Livre, 1953
- Le fantassin à cheval, Albin Michel, 1953
- L’expérience Amoureuse, Club Français du Livre, 1954
- Le chant du ruisseau, Librairie Plon, 1954
- A la grâce de Dieu, Albin Michel, 1955
- Paris, un jour d'avril, Albin Michel, 1956
- Rêveries d'un pêcheur solitaire, Albin Michel, 1957
- Un nouvel Art d'Aimer, Albin Michel, 1958
- Les Fonctionnaires, Albin Michel, 1959
- Les cœurs mal placés, Grasset, 1959
- La valse du sous-préfet, Albin Michel, 1960
- J'aime les bêtes, Albin Michel, 1961
- Le bruit lointain du temps, Albin Michel, 1962
- Le dernier cri d'un homme, Albin Michel, 1964
- Les loups-garous, Albin Michel, 1966
- Voyage autour de l’homme et au-delà, Éditions Planète, 1967
- Le Réquisitoire, Albin Michel, 1968
- Le cirque de famille, France Empire, 1974
- Le libraire amoureux, Jean-Jacques Pauvert, 1975
- Un héros de notre temps, Albin Michel, 1978
- L'Eblouissement, France Empire, 1979
- Le prix de la douleur, Albin Michel, 1981
- Lettre ouverte à tous ceux qui voudraient un monde meilleur, Albin Michel, 1982
- Les Grandes Heures de Fontainebleau, Paris, Albin Michel, 1984 (ISBN 2-226-01956-1)

### Biographies
- Le Plus Grand Amour de George Sand, Albin Michel, 1965
- Lamartine ou l'amour de la vie, Albin Michel, 1969
- Alfred de Musset ou l’Amour de la mort, Hachette, 1970
- Alfred de Vigny ou la Passion de l'honneur, Hachette, 1972
- Un dernier amour : Alfred de Vigny et Augusta (lettres et documents inédits), Albin Michel, 1975
- Jules Renard, Prix Broquette-Gonin, Albin Michel, 1976
- Un homme heureux - Mémoires de Xavier Forneret prince de l’humour noir, Albin Michel, 1984

### Histoire
- « Français captifs : L'occupation », dans Jacques Meyer (dir.) et alii, Vie et mort des Français (1939-1945), Paris, Hachette (réimpr. 1980) (1re éd. 1971), 614 p., p. 111-166.